# Edvinas Ramanauskas
Edvinas Ramanauskas (* 18. August 1985 in Šiauliai, Litauische SSR, Sowjetunion) ist ein litauischer Kanute. 

## Karriere
Zusammen mit Aurimas Lankas gewann er bei den Kanurennsport-Europameisterschaften 2014 und 2015 jeweils die Bronzemedaille im Zweier-Kajak. 2015 nahmen die beiden an den Europaspielen teil. Bei den Olympischen Sommerspielen 2016 in Rio de Janeiro gewann er im Zweier-Kajak über 200 m Bronze mit Aurimas Lankas. Dies war die zweite olympische Medaille im Kanu für Litauen.